# トームス郡 (ジョージア州)
トームス郡（トームスぐん、英: Toombs County）は、アメリカ合衆国ジョージア州の中央部に位置する郡である。2010年国勢調査での人口は27,223人であり、2000年の26,067人から4.4%増加した。郡庁所在地はライアンズ市（人口4,367人）であり、同郡で人口最大の都市はバイデイリア市（人口10,473人）である。トームス郡は1905年8月18日に設立された
トームス郡はバイデイリア小都市圏に属している。

## 歴史
トームス郡の郡名はジョージア州選出のアメリカ合衆国下院議員と同上院議員を務めたロバート・トゥームズに因んで名付けられた。南北戦争のとき、トゥームズはアメリカ連合国暫定議会議員、同国務長官を務め、南軍の准将だった。
トームス郡はバイデイリア・タマネギで有名である。また重量挙げのポール・アンダーソンが子供時代を過ごした所でもある。さらに1996のミスター・ジョージア・ボディビルダーであるジェイソン・マクブライドやNFLアメリカンフットボールの選手であるフレッド・ストークスの出身地でもある。
トームス郡は1905年8月18日に、ジョージア州議会によって、ジョージア州142番目の郡として設立された。当初、タットノール郡とモンゴメリー郡の一部を合わせて設立され、1907年にエマニュエル郡から小部分を譲り受けて現在の領域になった。

## 郡政府
トームス郡政府は5人の委員で構成される郡政委員会が統治している。

## 地理
アメリカ合衆国国勢調査局に拠れば、郡域全面積は368.64平方マイル (954.8 km2)であり、このうち陸地366.65平方マイル (949.6 km2)、水域は1.99平方マイル (5.2 km2)で水域率は0.54%である。

### 主要高規格道路

#### アメリカ国道
- アメリカ国道1号線
- アメリカ国道280号線

#### ジョージア州道
- ジョージア州道4号線
- ジョージア州道15号線
- ジョージア州道29号線
- ジョージア州道30号線
- ジョージア州道56号線
- ジョージア州道86号線
- ジョージア州道130号線
- ジョージア州道147号線
- ジョージア州道152号線
- ジョージア州道178号線
- ジョージア州道292号線
- ジョージア州道297号線
- ジョージア州道298号線

### 隣接する郡
- エマニュエル郡 - 北
- タットノール郡 - 東
- アップリング郡 - 南
- ジェフデイビス郡 - 南西
- モンゴメリー郡 - 西

## 人口動態
以下は2000年の国勢調査による人口統計データである。
| 基礎データ - 人口: 26,067人 - 世帯数: 9,877 世帯 - 家族数: 6,825 家族 - 人口密度: 27人/km2（71人/mi2） - 住居数: 11,371軒 - 住居密度: 12軒/km2（31軒/mi2） 人種別人口構成 - 白人: 69.16% - アフリカン・アメリカン: 24.15% - ネイティブ・アメリカン: 0.21% - アジア人: 0.47% - 太平洋諸島系: 0.01% - その他の人種: 5.34% - 混血: 0.66% - ヒスパニック・ラテン系: 8.86% | 年齢別人口構成 - 18歳未満: 28.6% - 18-24歳: 9.2% - 25-44歳: 27.8% - 45-64歳: 22.3% - 65歳以上: 12.2% - 年齢の中央値: 34歳 - 性比（女性100人あたり男性の人口） - 総人口: 91.3 - 18歳以上: 88.3 世帯と家族（対世帯数） - 18歳未満の子供がいる: 34.7% - 結婚・同居している夫婦: 48.7% - 未婚・離婚・死別女性が世帯主: 15.6% - 非家族世帯: 30.9% - 単身世帯: 27.0% - 65歳以上の老人1人暮らし: 10.6% - 平均構成人数 - 世帯: 2.59人 - 家族: 3.13人 | 収入と家計 - 収入の中央値 - 世帯: 26,811米ドル - 家族: 34,478米ドル - 性別 - 男性: 26,988米ドル - 女性: 18,051米ドル - 人口1人あたり収入: 14,252米ドル - 貧困線以下 - 対人口: 23.9% - 対家族数: 17.8% - 18歳未満: 33.8% - 65歳以上: 18.3% |

## 都市と町
- ライアンズ - 郡庁所在地
- サンタクロース
- バイデイリア